# Autobahnkirche

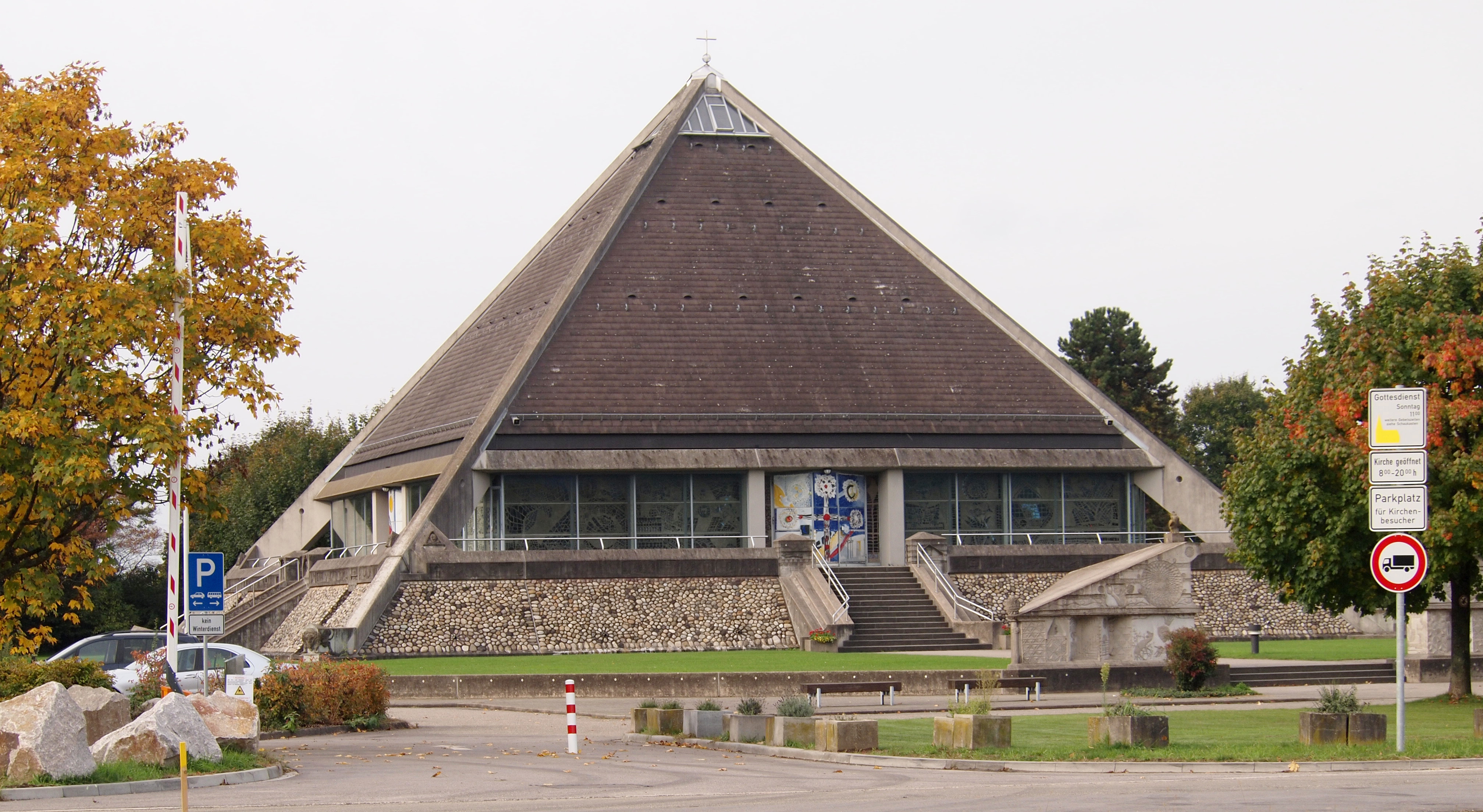
Autobahnkirche Baden-Baden an der A5 (Foto: 2013)

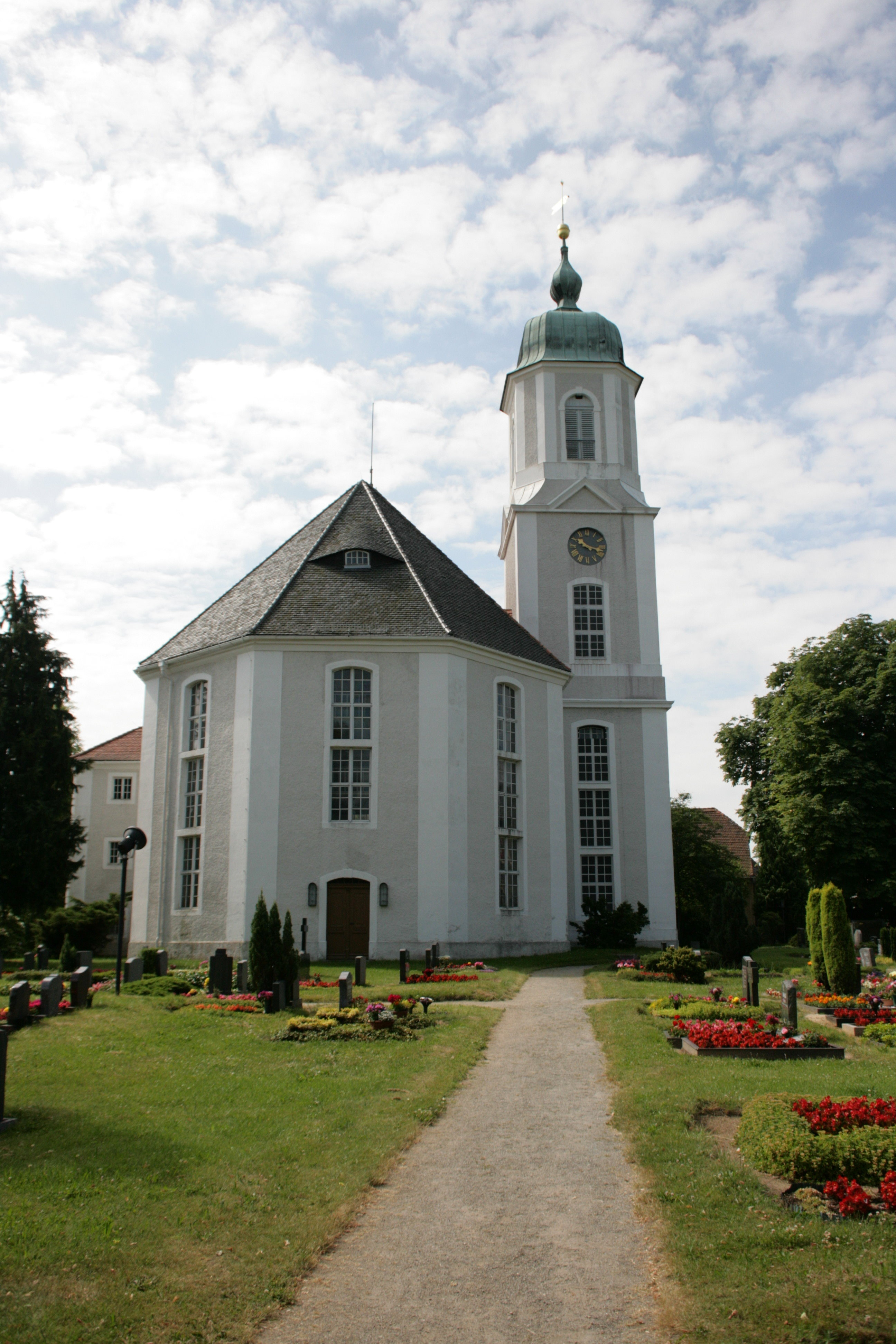
Autobahnkirche Uhyst an der A4 in der Oberlausitz (Foto: 2010)

Autobahnkirchen und -kapellen sind christliche Gotteshäuser, in unmittelbarer Nähe einer Autobahn, denen diese Bezeichnung zugesprochen wurde. Autobahn-Gotteshäuser dienen zur ganz überwiegend individuellen, anonymen und zeitlich beliebigen Einkehr und Besinnung für die Autoreisenden; Gottesdienste und direkte Ansprechpartner sind Ausnahmen.
Autobahnkirchen entlang deutscher Autobahnen werden angekündigt mit blauen Informationstafeln. In neuerer Zeit gibt es in anderen Ländern Bestrebungen, diesem Vorbild zu folgen. So wurde beispielsweise im Jahr 2007 im tschechischen Plzeň (Pilsen) eine Autobahnkirche eröffnet. In Österreich gibt es die Autobahnkirche Dolina an der A 2 bei Klagenfurt sowie die Autobahnkirche Haid an der Anschlussstelle Traun (Oberösterreich). In den skandinavischen Ländern bestehen Autobahnkirchen, die nur in der Touristiksaison geöffnet sind.

## Zweckbestimmung
Autobahnkirchen sind ein Angebot für eine „Rast für die Seele“. Diese Benennung kommt den empirisch abfragbaren Besuchsgründen deutlich nahe. Die Reisenden finden in den Gotteshäusern eine geschützte Situation vor und können sich mental regenerieren. In ausliegenden Anliegenbüchern können Gedanken, Eindrücke und Bitten eingetragen werden.
An diesen Orten entfallen weitgehend kirchengemeindliche Vorgaben von Gottesdienstzeiten und Andachten, so dass eine individuell frei bestimmbare Religiosität überwiegen kann.
Jedes Jahr besuchen ca. eine Million Menschen die deutschen Autobahnkirchen. In die Autobahnkirche in Adelsried und in die Autobahnkirche Baden-Baden kommen schätzungsweise ca. 300.000 Besucher pro Jahr. In der Autobahnkirche Himmelkron werden jährlich zwischen 100.000 und 120.000 Besuche durch eine Lichtschranke erfasst.

## Entstehung, Geschichte und Verbreitung

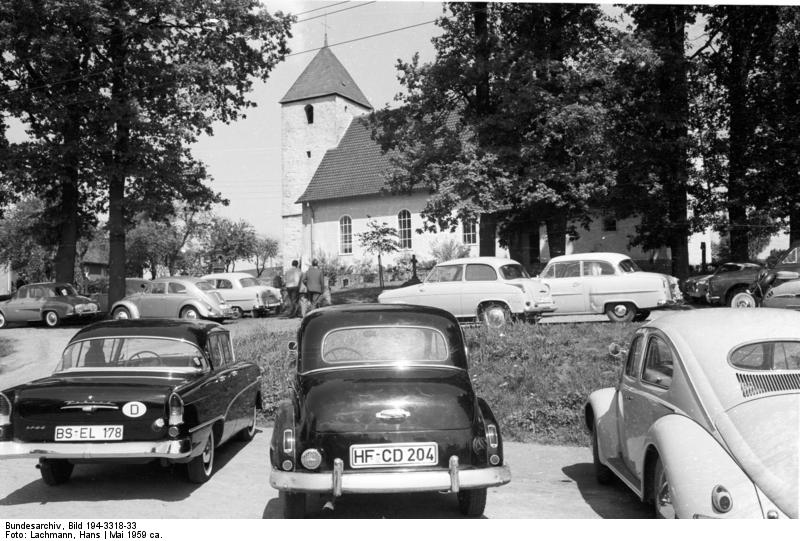
Evangelische Autobahnkirche in Exter, geweiht im Mai 1959, Nordrhein-Westfalen

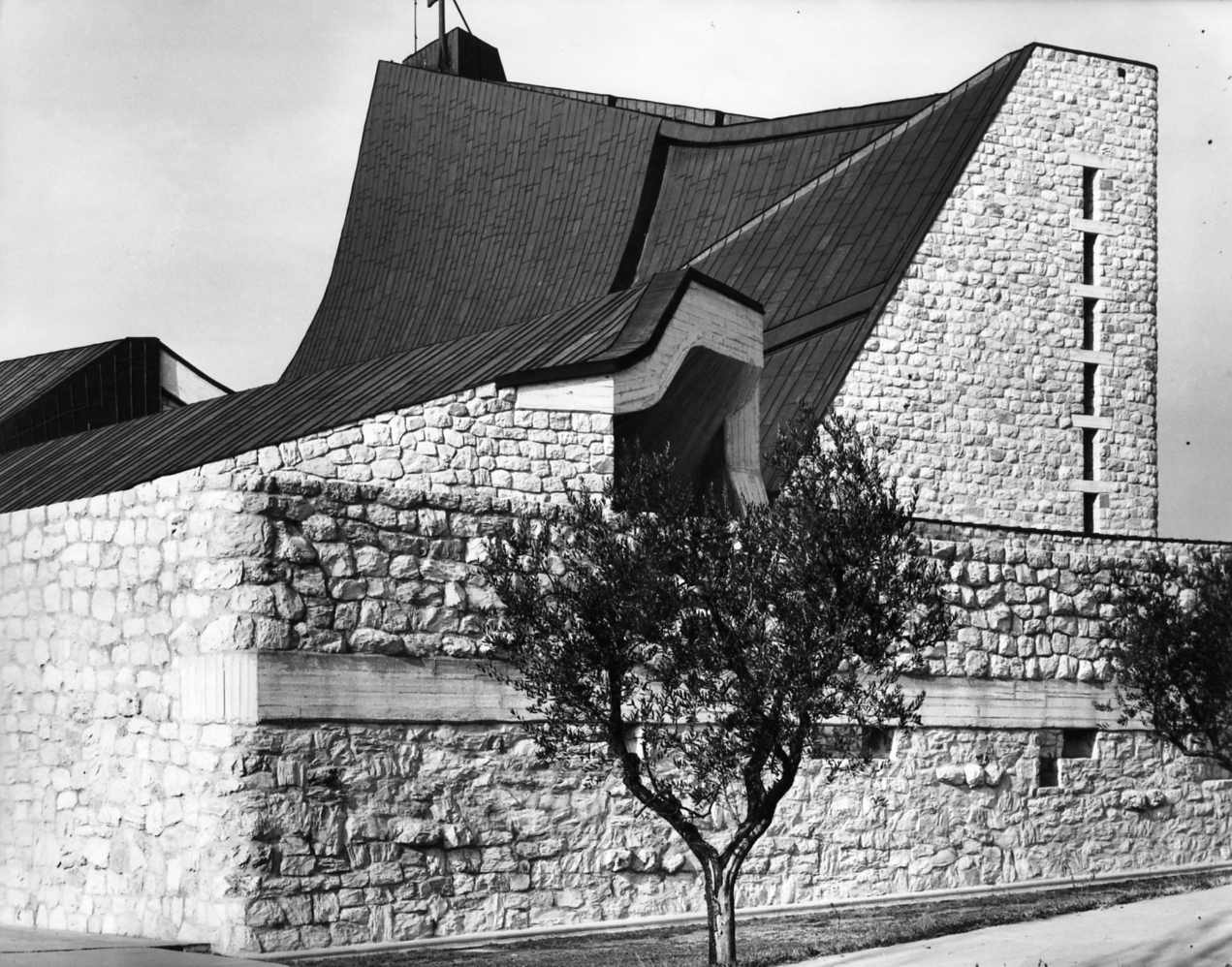
Die Kirche von San Giovanni Battista, an der Kreuzung von Autostrada A1 und Autostrada A11, genannt „Autobahnkirche“, von Giovanni Michelucci (1960–1964) fotografiert von Paolo Monti

Die Autobahnkirche Maria, Schutz der Reisenden war die erste Kirche dieser Art. Sie entstand 1958 im Landkreis Augsburg an der A 8 bei Adelsried.
Solche zunächst an Bundesstraßen gelegene Einrichtungen wurden Autofahrerkirche genannt.
Alle Autobahnkirchen und -kapellen entstammen regionalen, überwiegend gemeindlichen finanzierten Initiativen. Es gibt kein übergeordnetes kirchliches Gremium, denen diese Gotteshäuser unterstellt sind, wie etwa bei Bahnhofsmissionen die Konferenz für kirchliche Bahnhofsmission. Je nach Herkunft sind die Autobahnkirchen und -kapellen katholisch oder evangelisch geprägt. Oft beruhen sie auf ökumenischen Initiativen und haben diesen Anspruch.
Die Unterscheidung von Autobahnkirchen und Autobahnkapellen ist in der Art des Gebäudes begründet.
Kirchengebäude, die auf dem Gelände von Autobahn-Raststätten  errichtet wurden, und jene, die als bestehende Dorf- oder Stadtkirchen in der Nachbarschaft zu einer Autobahnauffahrt lediglich eine zusätzliche Funktion zuerkannt bekamen,
unterscheiden sich meist durch die Baustile ihrer Gründungen. Standards für die Gestaltung oder das inhaltliche Angebot gibt es für die Autobahn-Gotteshäuser nicht.
Im Jahr 2023 bestanden in Deutschland 44 Autobahnkirchen und -kapellen, je nachdem, ob man die beiden in unmittelbarer Nähe stehenden und daher gemeinsam ausgewiesenen Dorfkirchen in Grasdorf als eine oder zwei Kirchen zählt.
Eine erste Autobahnkapelle in der Schweiz ist an der A 13 bei Andeer geplant.

## Auswahlkriterien

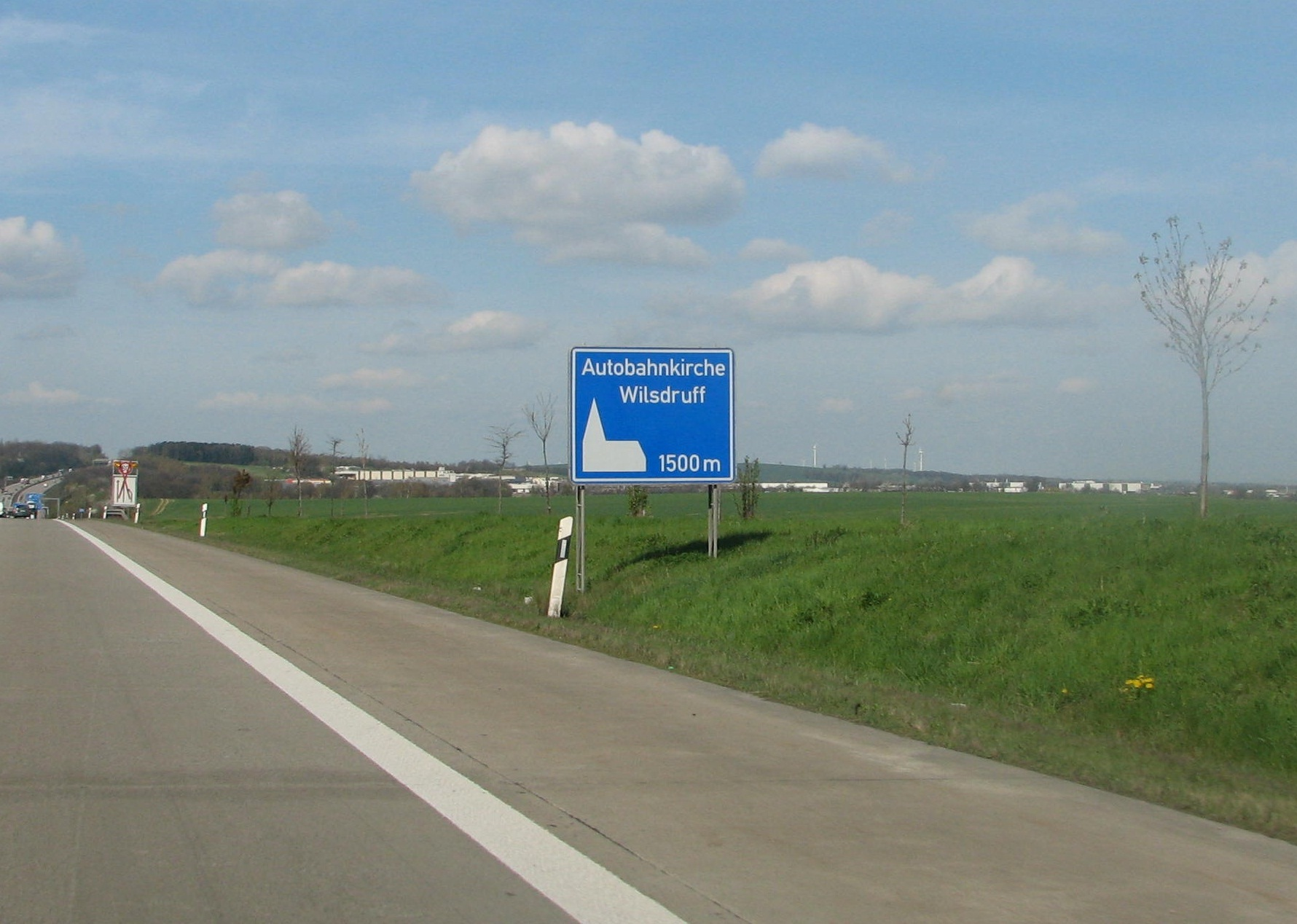
Hinweis auf eine Autobahnkirche, hier die Jakobikirche Wilsdruff

Eine Autobahnkirche muss eine direkte Anbindung an eine Autobahnraststätte bzw. Autobahnabfahrt haben, wobei im letzteren Fall die Entfernung nicht mehr als 1000 Meter betragen sollte. Parkplätze und sanitäre Anlagen müssen vorhanden sein. Der Träger hat tägliche Mindestöffnungszeiten von 8:00 bis 20:00 Uhr zu gewährleisten und die damit verbundenen Kosten für Energie und Sauberhaltung aufzubringen. Der Innenraum einer Autobahnkirche oder -kapelle ist möglichst so groß, dass auch einer Bus-Reisegruppe der gemeinsame Besuch möglich ist. Außerdem ist die Zustimmung des Bundesverkehrsministeriums sowie der jeweiligen Landeskirche bzw. des Bistums notwendig.
Ein Sonderfall in Bezug auf die Entfernungsregel ist die 2003 ausgewiesene Autobahnkirche in Brehna: Im September 2005 wurde die zugehörige Autobahnabfahrt an der A 9 umgestaltet, gleichzeitig ging eine Ortsumfahrung in Betrieb. Die Entfernung der Kirche zur Autobahn beträgt heute rund 1600 Meter.

## Varia
- Seit 2001 gibt es in Deutschland die erste private ökumenische Autobahnkirche, die Autobahnkirche Licht auf unserem Weg[5] in Geiselwind (Unterfranken).